# Philippe Bohn
Pour les articles homonymes, voir Bohn.
Philippe Bohn, né le 25 juillet 1962 à Paris, est un homme d'affaires, ancien directeur général de la compagnie aérienne Air Sénégal.
Surnommé « l'ex Monsieur Afrique d'Airbus », il s'est consacré pendant quinze ans aux relations entre l'Afrique et la France. Ayant travaillé à l'ONERA, pour le groupe F.C Oberthur ou encore au sein du groupe EADS transformé en Airbus Group, c'est un expert du domaine de l'aviation et de l'aéronautique mais encore plus de la construction de réseaux d'affaires. 

## Biographie
Né en 1962, il étudie la philosophie à la Sorbonne après l’obtention de son baccalauréat. Il parcourt ensuite de nombreux continents afin de réaliser des photographies. Il est alors frappé par l’Afrique et le conflit en Angola. Il rencontre le chef nationaliste angolais, Jonas Savimbi et décide de créer avec lui l’association France-Angola,.
Après avoir été embauché au Conseil général de l’Essonne en tant que chargé de mission auprès du vice-président, Philippe Bohn entre en 1989 chez Interaction International, une société de conseils en relations internationales. Il est ensuite employé chez Elf comme conseiller du président pour les affaires internationales. En 1995, il rentre à l’Office national d’études et de recherches aérospatiales (ONERA) en tant que directeur de cabinet de Michel Scheller. Il intègre ensuite le groupe F.C Oberthur au poste de directeur du développement international et des relations extérieures. En 2000 il rejoint le groupe Vivendi auprès d’Henri Proglio comme directeur du développement Amérique Latine et Afrique.
Après une mission en Afrique du Sud auprès d’EADS (European Aeronautic Defence and Space company), il devient Senior vice président, directeur Afrique au sein du groupe. Il évolue en 2011 comme corporate vice président chargé du développement des affaires du groupe EADS, transformé en Airbus Group.
Il devient en août 2017 le nouveau directeur général de la compagnie aérienne Air Sénégal SA. 
Le 19 avril 2019, Philippe Bohn démissionne de sa fonction de directeur général de la compagnie Air Sénégal SA Il est alors remplacé par Ibrahima Kane,.
À la suite de sa démission, il intègre le conseil d'administration d'Air Sénégal SA afin de conseiller le nouveau directeur sur les questions financières et le développement de la compagnie sur les États-Unis. En parallèle de son poste d'administrateur au sein de la compagnie, Philippe Bohn fonde avec Jérôme Maillet en avril 2019 une société de conseil spécialisée dans l'aéronautique à Dubaï.
Fin août 2019, il devient directeur général de la compagnie française Aigle Azur mais est finalement évincé par les actionnaires,.

## Publications
- Profession : agent d'influence, Paris, Plon, 2018, 288 p. (ISBN 978-2-259-26389-4 et 2-259-26389-5).